# ハサミムシ
ハサミムシ（鋏虫、蠼螋）は、ハサミムシ目（革翅目、Dermaptera）の昆虫の総称、またはその一種（Anisolabis maritima）の和名。

## 名称

後翅を開いた（左）/閉じた（右）ハサミムシの図

学名 "Dermaptera"は1773年に昆虫学者のCharles De Geerが命名したもので、古代ギリシャ語のderma（革）とpteron（翅）に由来する。英名は「earwig」で、古英語のēare（耳）とwicga（虫）に由来する。また、ドイツ語では「 ohrwurm 」と呼び、これも「耳の虫」の意味である。「耳の虫」の由来は広げた後翅の形が人間の耳に似るからとする説もあるが、「眠っている人間の耳に潜り込み中に食い入る」、「耳から脳に潜り込み産卵する」等の伝承によるとする方が一般的である。実際のハサミムシに耳の穴に潜り込む習性はないが、偶発的に入ったと思われる事例は報告されている。日本では、古い和式便所近くでよく見られたことから、別名「ちんぽきり」、「ちんぽばさみ」と呼ばれた。

## 特徴
一般に細長い体型の昆虫で、前翅は短くて革質、後翅は薄くて大きく、静止時にはこれを畳んで前翅の下にしまい込む。そのために腹部の大部分が露出する。また、ハサミムシやヒゲジロハサミムシなどでは全く無翅である。
本目の昆虫は、尾端に可動する角質の鋏を持っており、これがその名前の由来になっている。これは直翅目やゴキブリ目に顕著に見られる尾毛が発達したもので、捕食、天敵からの防衛、同種間及び異種間の闘争に使用される。危険を感じると臭腺から青酸を出す。

## 生態
日本のものは地上で物陰に隠れているものが多い。一般に肉食性が強く、草地や砂地などでダンゴムシ、鱗翅目の幼虫などを鋏を利用して捕食する（外部リンク参照）。しかし草食のものや、洞窟でコウモリの糞を食べるもの、あるいは寄生するものもいる。最大のハサミムシはセントヘレナオオハサミムシで、尾毛を含め84mmになり、恐らく外来種による捕食の為2014年に絶滅したと判断されている。
成虫で越冬し、冬の終わりから春の初めに卵を産む。雌が産室を作って産卵し、その後も卵塊のそばにいて卵の世話をする種も知られている。メスは卵が孵化するまで世話をした後、幼虫に身体を食わせて死ぬ。

## 類似昆虫
前翅が革状で短くて、腹部が細長く露出している様子はコウチュウ目のハネカクシ科のものによく似ている。ただし、ハネカクシには尾端の鋏がない。六脚で尾部にハサミを持つハサミコムシは、ハサミムシと特徴が似るが、全く別の群である。こちらは古くは原始的昆虫とされたが、現在では昆虫に含めない扱いもある。

## 種としてのハサミムシ
ハサミムシ（Anisolabis maritima Gene）は、マルムネハサミムシ科の昆虫で、体は黒色、石の下など湿った場所を好む。メスよりオスのほうが鋏の曲がり方がきつい。無翅である。

## 分類
直翅目に近縁なグループで、研究者によっては直翅目にまとめる場合もある。また、本目の昆虫は外部形態上よく似た種が多く差を認めにくいため、形態による同定は困難である場合が少なくない。世界で11科1930種以上、日本では40種ほどが知られる。
- Carcinophoridae マルムネハサミムシ科 - ハサミムシなど。

- Archidermaptera （絶滅）
  - Protodiplatyidae
- Arixeniina ヤドリハサミムシ亜目
  - Arixeniidae
- Forficulina クギヌキハサミムシ亜目
  - Anisolabididae ハサミムシ科
  - Apachyidae
  - Chelisochidae ネッタイハサミムシ科
  - Diplatyidae ドウボソハサミムシ科
  - Forficulidae クギヌキハサミムシ科 - ヨーロッパハサミムシ（英語版）（別名：ヨーロッパクギヌキハサミムシ）など。
  - Karschiellidae
  - Labiduridae オオハサミムシ科
  - Labiidae
  - Pygidicranidae ムカシハサミムシ科
- Hemimerina ハサミムシモドキ亜目
  - Hemimeridae ハサミムシモドキ科